# Frank Isola
Frank Isola (Detroit, 20 februari 1925 - aldaar, 12 december 2004) was een Amerikaanse jazz-drummer. Hij werd beïnvloed door Gene Krupa.
Tijdens de oorlog speelde hij in het leger (1943-1945). Daarna studeerde hij in Californië, waar hij ook speelde met Bobby Sherwood en Earle Spencer. Hij verhuisde naar New York en werkte daar in 1947 met Johnny Bothwell en Elliot Lawrence. Vervolgens speelde hij met Stan Getz (1951-1953), Gerry Mulligan (1953-1954), Mose Allison, Eddie Bert, Bob Brookmeyer, Jimmy Rainey, Johnny Williams en Tony Fruscella, waarmee hij ook opnam. In 1957 verliet hij de muziekbusiness, alhoewel hij later nog wel achter een drumstel is gesignaleerd (in de jaren zeventig met Bobby MacDonald en eind jaren tachtig).